# Кантемировка (станция)
Кантеми́ровка — железнодорожная станция участка Лиски — Чертково Юго-Восточной железной дороги. Располагается в посёлке городского типа Кантемировка Воронежской области.
На станции осуществляется движение пригородных поездов от Россоши. Железная дорога электрифицирована.

## История
Станция была построена в 1876 году.
На здании вокзала со стороны привокзальной площади открыта памятная доска Павлу Павловичу Полубоярову — маршалу бронетанковых войск, Герою Советского Союза, под командованием которого 17-й танковый корпус, входивший в 6-ю армию Воронежского фронта, 19 декабря 1942 года освободил Кантемировку от немецких войск.
Ранее от Кантемировки до станции Чертково Ростовской области через Луганскую область Украины осуществлялось прямое сообщение. Однако после начала боевых действий в 2014 году было принято решение построить дорогу в обход Украины. В результате в 2017 году была построена объездная железная дорога от станции Журавка до Миллерово (мимо Кантемировки).

## Инфраструктура
Ведётся приёмка и выгрузка грузов на подъездных путях и местах и путях необщего пользования и допускаемых к хранению на открытых площадках общего пользования. Приёмка в выгрузка среднетоннажных грузов 3,3(5) и 5,5 (6) тонн, а также грузов в вагонах, требующих хранения на крытых складах. Также ведётся продажа билетов на пассажирские поезда и выдача, приём багажа.
Имеется здание вокзала.
- Железнодорожный вокзал
- Мемориальная доска П. П. Полубоярову

## Пригородные поезда
По состоянию на декабрь 2019 года через станцию курсировали следующие пригородные электропоезда:
| Пригородные поезда | Пригородные поезда     | Пригородные поезда | Пригородные поезда     |
| № поезда           | Маршрут движения       | № поезда           | Маршрут движения       |
| ------------------ | ---------------------- | ------------------ | ---------------------- |
| 6317               | Гартмашевка — Россошь  | 6316               | Россошь — Гартмашевка  |
| 6311               | Гартмашевка — Россошь  | 6310               | Россошь — Гартмашевка  |
| 6313               | Гартмашевка — Россошь  | 6312               | Россошь — Гартмашевка  |
| 6443/6419          | Кантемировка — Воронеж | 6444/6420          | Воронеж — Кантемировка |